# Coptops thibetanus
Coptops thibetanus är en skalbaggsart som beskrevs av Stefan von Breuning 1974. Coptops thibetanus ingår i släktet Coptops och familjen långhorningar.
Artens utbredningsområde är Tibet. Inga underarter finns listade i Catalogue of Life.